# Pantoprazol
Pantoprazol er et lægemiddel i syrepumpehæmmer-gruppen. Det hæmmer mavens sekretion af syre og anvendes imod mavesår, gastro-øsofageal reflukssygdom og Zollinger-Ellisons syndrom. Det blev udviklet af firmaet Altana, som nu er ejet af Nycomed, og har i Danmark været markedsført under navnet Pantoloc. Patentet udløb dog i 2009 og der er nu flere generiske formuleringer på vej. Midlet kan købes i håndkøb.